# Mengenanpasser
In der Volkswirtschaftslehre (Mikroökonomie) wird das Marktverhalten eines Anbieters als Mengenanpasser (oder Preisnehmer) bezeichnet, wenn er den herrschenden Marktpreis als gegeben akzeptieren muss (Preis als Datum) und seine Absatzmenge diesem Preis anpasst. Die Gegenpartei des Mengenanpassers ist der Mengenfixierer.
Ein am Markt etablierter Preisnehmer wird seine Ware anbieten, sobald die Differenz aus dem gesetzten Marktpreis und variablen Stückkosten positiv ist, kann sich aber nur dauerhaft am Markt halten, wenn der aus dieser Differenz erzielte Deckungsbeitrag auch die Fixkosten deckt.
Bei vollständiger Konkurrenz agieren alle Anbieter als Preisnehmer, da keiner über hinreichende Marktmacht zur Beeinflussung des Preises verfügt.

## Formale Darstellung
Der Gewinn {\displaystyle G(x)=p\cdot x-K(x)} ist nur positiv, wenn die Kosten {\displaystyle K(x)} für die Produktion der Menge {\displaystyle x} inklusive Fixkosten geringer sind als die Einnahmen {\displaystyle p\cdot x}. Nur dann wird der Anbieter dauerhaft im Markt verbleiben.
Für die Produktionsentscheidung, wenn die Investitionen bereits getätigt ist, spielt jedoch nur die Ableitung der Gewinnfunktion eine Rolle. Der Preisnehmer versucht bei der Produktionsentscheidung, den Gewinn in Abhängigkeit von der Produktionsmenge unter gegebenen Umständen zu erhöhen, auch wenn dieser Gewinn durch fehlgeschlagene Investitionen – siehe Sunk Costs – möglicherweise negativ bleibt. Der Gewinn in Abhängigkeit von der Produktionsmenge erhöht sich bei Erhöhung der Produktionsmenge {\displaystyle x}, solange
{\displaystyle G^{\prime }(x)=p-K^{\prime }(x)>0}.
Die Ableitung der Gewinnfunktion zeigt, dass der Gewinn des Unternehmens sich durch Produktion einer weiteren Einheit erhöhen lässt, solange der Marktpreis höher ist als die Grenzkosten für die Produktion einer zusätzlichen Einheit. Es ist dann {\displaystyle p>K'(x)}, d. h. der Marktpreis liegt über den Grenzkosten.
Kosten, die unabhängig von der produzierten Menge anfallen (sogenannte Fixkosten), gehen nicht in die Produktionsentscheidung ein (Ableitung einer Konstanten ist Null).
Im Extremum gilt: {\displaystyle p=K^{\prime }(x)}. Das heißt, im Gesamtmarkt entsprechen für den teuersten Anbieter, der gerade noch produziert, der Marktpreis genau den Grenzkosten für die Produktion einer zusätzlichen Einheit. Dieser Anbieter erzielt einen Deckungsbeitrag von Null.
Eine optimale Absatzmenge {\displaystyle x} für einen einzelnen Anbieter ergäbe sich ebenfalls als Maximum der Funktion  {\displaystyle G(x)=p\cdot x-K(x)} und liegt vor, wenn
1. die erste Ableitung der Gewinnfunktion gleich Null ist:
{\displaystyle G^{\prime }(x)=p-K^{\prime }(x)=0} und
2. die zweite Ableitung der Gewinnfunktion kleiner Null ist:
{\displaystyle G''(x)=-K''(x)<0}, oder einfacher  {\displaystyle K''(x)>0}
Tatsächlich werden die Grenzkosten pro erzeugter Einheit jedoch bei einem einzelnen Anbieter nicht mit der Menge ansteigen, sondern sinken (d. h. es gilt immer {\displaystyle K''(x)\leq 0}).
Daraus folgt, dass es ein absolutes Gewinnmaximum für den einzelnen Preisnehmer nicht gibt. Wichtigster Grund hierfür sind Skaleneffekte, die zu sinkenden variablen Stückkosten bei steigender Produktionsmenge führen. Ein Preisnehmer kann somit seinen Deckungsbeitrag bei gegebenem Preis immer vergrößern, wenn er in der Lage ist, durch Ausweitung der Produktion die Produktionskosten pro Stück zu senken (Gesetz der Massenproduktion).